# Atutía

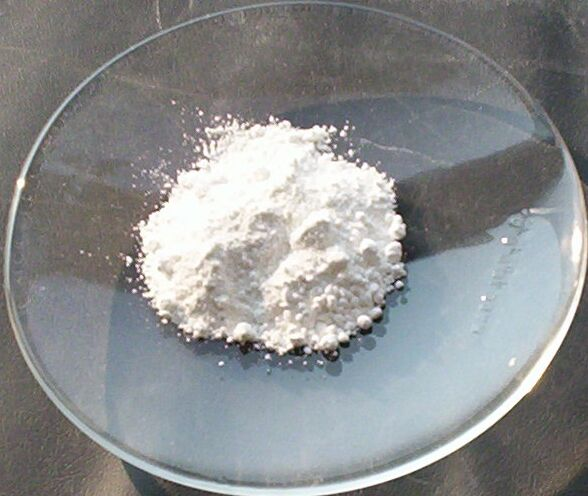
Una muestra de óxido de cinc, componente básico de la atutía.

La atutía o tutía era un fármaco o medicina antigua utilizado sobre todo contra las enfermedades oculares. 
El vocablo procede del árabe hispánico attutíyya (árabe clásico, توتياء, tūtiyā, y este del sánscrito tuttha (‘vitriolo azul’, utilizado como ungüento ocular).
En forma de ungüento, este remedio se elaboraba a partir de una capa de óxido de cinc que se impurificaba mezclándose con otras sales metálicas y quedaba adherida a las paredes de los hornos y de sus chimeneas.

## Evolución del término
El Diccionario de la lengua castellana de 1770 definía esta medicina como ‘el hollín que se levanta de la fundición del cobre reducido a polvos o a ungüento que sirve para varias medicinas, principalmente para enfermedades de los ojos’.
La palabra atutía o tutía pasó a ser empleada como sinónimo de «remedio», de manera que cuando algo no tenía solución se decía «no hay atutía» (o «no hay tutía»). El uso convirtió la expresión, por falsa separación, en el coloquialismo «no hay tu tía». La Real Academia Española acepta para esa expresión las formas «no hay tutía» y «no hay tu tía».